# Shell Arnold
Shell Arnold (auch: Écurie Arnold oder Shell Meubles Arnold) war ein französisches Motorsportteam, das sich von 1971 bis 1973 an der Formel-2-Meisterschaft beteiligte und 1971 zu zwei Formel-1-Rennen antrat.

## Geschichte
Gründer des Rennstalls war der Unternehmer Marcel Arnold, der im lothringischen Phalsbourg einen Betrieb zur Möbelherstellung unterhielt. Arnold unterstützte zusammen mit der französischen Niederlassung des Mineralölunternehmens Shell seit Mitte der 1960er-Jahre mehrere nationale Rennfahrer in kleineren Motorsportklassen. 1969 wurde aus dem bloßen Sponsoring ein eigenständiges Team: Arnold erwarb einen Transporter und zwei Rennwagen. 1969 ermöglichte er Jean-Pierre Jaussaud die Teilnahme an der französischen Formel-3-Meisterschaft mit einem Rennwagen von Tecno; auch José Dolhem, Jean-Pierre Beltoise und Jean-Pierre Jarier wurden von Arnold unterstützt. Ende 1970 gab Arnold einen Großteil seiner Ausrüstung ab, finanzierte aber bis 1973 weiterhin die Motorsport-Engagements von Dolhem, Jaussaud und Jarier.

## Renneinsätze

### Formel 2

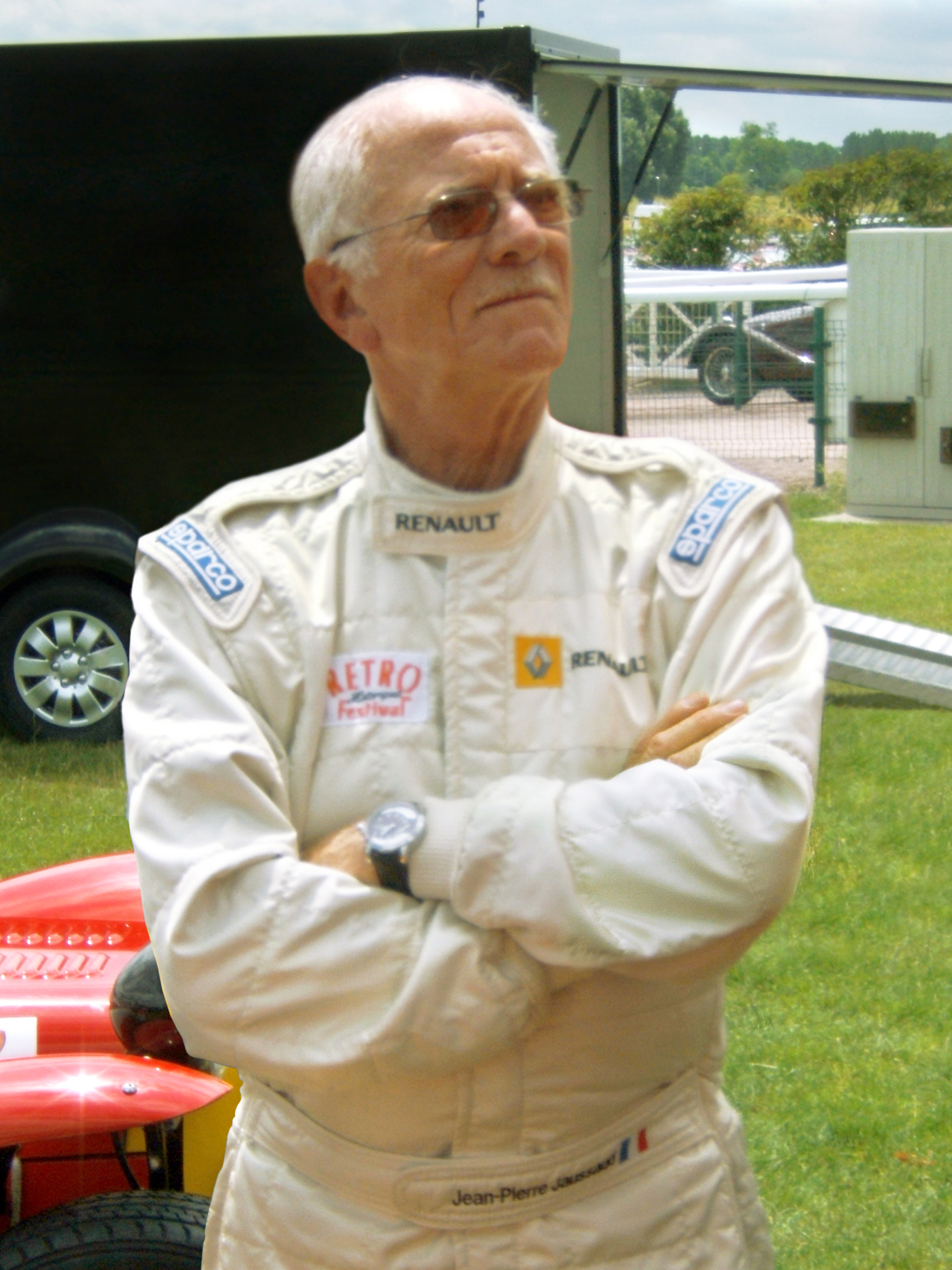
Jean-Pierre Jaussaud

Die erste Nennung der Écurie Arnold zu einem Formel-2-Rennen erfolgte 1969. Arnold meldete einen Tecno 68 für Jean-Pierre Jarier zum Grand Prix de Pau, trat letztlich aber nicht an. Weitere Meldungen des Teams gab es weder 1969 noch 1970.

#### 1971
Erst in der Formel-2-Europameisterschaft 1971 kam es zu regelmäßigen Rennteilnahmen des nun Shell Meubles Arnold genannten Rennstalls. Das Team hatte zwei March-712-Chassis geleast, die von Cosworth FVA-Motoren angetrieben wurden, die Hart Racing Engines vorbereitete. Fahrer waren Jean-Pierre Jarier und Jean-Pierre Jaussaud. Das Team erreichte im Laufe der Saison sechs Zielankünfte. Das beste Ergebnis war Jaussauds dritter Platz beim Grand Prix de Pau, der kein Bestandteil der Meisterschaft war. Das erfolgreichste Meisterschaftsrennen war die Greater London Trophy auf dem Crystal Palace Circuit, die Jaussaud als Vierter beendete. Am Saisonende belegte Jarier mit zehn Punkten Platz acht und Jaussaud mit neun Punkten Platz neun der Fahrerwertung.

#### 1972
Ab dem vierten Rennen der Saison 1972 erschien das Team erneut in der Formel-2-Meisterschaft. Shell Arnold setzte nun ein Fahrzeug vom Typ March 722 ein, das von einem Ford BDE-Motor angetrieben wurde. In Pau wurde Jean-Pierre Beltoise gemeldet, der in dieser Saison Stammfahrer im Formel-1-Team von B.R.M. war. Er musste nach einem Unfall vorzeitig aufgeben. Die weiteren Rennen der Saison bestritt überwiegend José Dolhem, der bei zehn Starts viermal ins Ziel kam. Sein bestes Ergebnis war der achte Platz beim Grand Prix de Rouen-les-Essarts. Eine Woche später fand auf dem italienischen Autodromo Nazionale Monza die Lotteria di Monza statt, ein Formel-2-Rennen, das nicht zur Meisterschaft zählte. Bei dieser Veranstaltung trat Jean-Pierre Jarier im March 722 für Meubles Arnold an. Er wurde Dritter hinter Graham Hill und Silvio Moser. Dolhem belegte mit zwei Meisterschaftspunkten in der Jahresendwertung Platz 27.

#### 1973

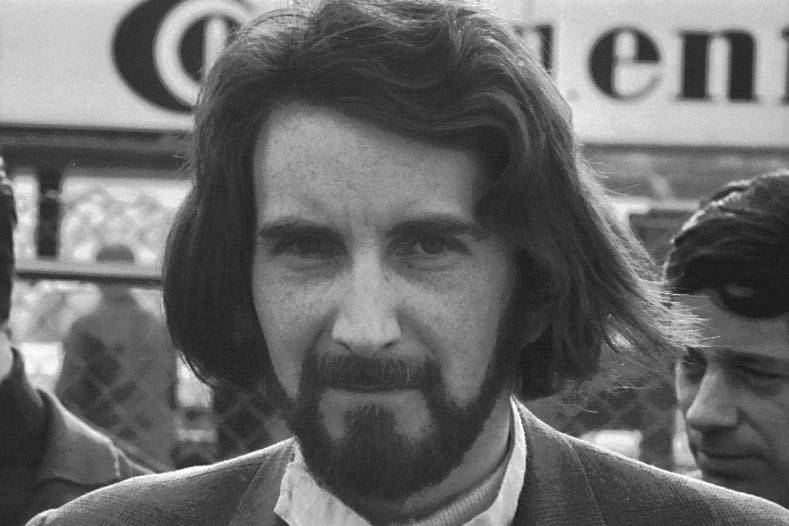
Der letzte Rennfahrer, der für Shell Arnold antrat: John Watson

1973 verband sich das Team Arnold mit dem französischen Rennwagenhersteller Pygmée. Das in Annecy ansässige Unternehmen produzierte seit 1965 Monoposti für die Formeln 3 und 2, die in erster Linie von Patrick Dal Bo, dem Sohn des Inhabers Marius Dal Bo, gefahren wurden. Für die Saison 1973 konstruierte Pygmée mit dem MDB18 ein Formel-2-Fahrzeug, das von einem Cosworth-BD-Motor angetrieben wurde. Meubles Arnold meldete zwei MDB18 zu sieben Rennen der Formel-2-Meisterschaft 1973; als Fahrer waren jeweils Patrick Dal Bo und François Migault gemeldet. Der Einsatz der Formel-2-Fahrzeuge von Pygmée brachte dem Team keinen Erfolg. Es gab nur eine Zielankunft: Migault beendete das Rennen in Rouen-les-Essarts. Bei allen anderen Versuchen scheiterten die Fahrer entweder bereits an der Qualifikation oder sie schieden in den Rennen vorzeitig aus. Das war der letzte Einsatz eines Pygmée in der Formel 2.
Beim elften Meisterschaftslauf des Jahres, dem Mantorp Grand Prix im schwedischen Mantorp Park, erschien das Meubles Arnold Team in neuer Zusammensetzung. Das Team meldete einen Chevron B25 für den nordirischen Rennfahrer John Watson, der zwei Wochen zuvor sein erstes Formel-1-Rennen für Brabham bestritten hatte. Watson beendete das Rennen als Dritter hinter Jean-Pierre Jarier, der einen Werks-March 722 fuhr, und Jochen Mass im Surtees. Der Mantorp Grand Prix war Watsons einziges Formel-2-Rennen des Jahres. Mit den hier erzielten vier Punkten belegte er in der Jahresendwertung Platz 20. Die übrigen Fahrer des Arnold-Teams waren nicht klassiert.
Nach diesem Rennen beendete Arnold seine Motorsportförderung. Marcel Arnolds Name erschien nicht mehr auf den Meldelisten von Formel-Rennen.

### Formel 1
1971 trat Shell Arnold zu zwei Formel-1-Rennen an. Fahrer war jeweils Jean-Pierre Jarier, der mit Marcel Arnolds Unterstützung einen March 701 gemietet hatte. Es handelte sich um das Chassis 701/9, das im Jahr zuvor erfolglos von Hubert Hahne zu einem Formel-1-Weltmeisterschaftslauf gemeldet worden war.
Jarier und der March 701/9 erschienen erstmals Ende August 1971 beim International Gold Cup im britischen Oulton Park, der außerhalb der Formel-1-Weltmeisterschaft abgehalten wurde und Jariers erstes Formel-1-Rennen war. Unter welcher Bezeichnung die Meldung erfolgte, ist unklar. Einige Quellen geben hierzu Goodwin Racing Services an, andere Hubert Hahne. Jarier erhielt für dieses Rennen keine technische Unterstützung von March. Im Qualifikationstraining erreichte er mit dem schlecht vorbereiteten Auto eine Rundenzeit von 2:14 Minuten. Er war damit 48 Sekunden langsamer als Peter Gethin im Werks-BRM P160, der die Pole-Position herausfuhr. Jarier ging als Letzter ins Rennen. In beiden Läufen kam er ins Ziel, hatte aber nur 16 bzw. 18 von jeweils 20 Runden zurückgelegt.
Bei dem zwei Wochen später in Monza abgehaltenen Großen Preis von Italien debütierte Jarier mit dem 701/9 in der Formel-1-Weltmeisterschaft. Gemeldet wurde das Auto zwar vom Shell Arnold Team; auf dem Auto befanden sich allerdings auch Aufkleber von Hubert Hahne Racing. In Monza qualifizierte sich Jarier für den letzten Startplatz; sein Rückstand auf die Pole-Zeit von Chris Amon im Matra MS120B betrug 5,7 Sekunden. Im Rennen legte Jarier 47 von 55 Runden zurück. Er kam als Zwölfter ins Ziel, war aber wegen zu großen Rückstands nicht klassifiziert.
Jarier bestritt 1972 die Formel-2-Meisterschaft für das March-Werksteam, 1973 stieg er in das Formel-1-Team von March auf.

## Rennergebnisse Formel 1
| Fahrer                           | Nr. | 1 | 2 | 3 | 4 | 5 | 6 | 7 | 8 | 9  | 10 | 11 | Punkte | Rang |
| -------------------------------- | --- | - | - | - | - | - | - | - | - | -- | -- | -- | ------ | ---- |
| Automobil-Weltmeisterschaft 1971 |     |   |   |   |   |   |   |   |   |    |    |    | 0      | –    |
| Jean-Pierre Jarier               | 26  |   |   |   |   |   |   |   |   | NC |    |    | 0      | –    |

| Legende  | Legende            | Legende                                                          |
| Farbe    | Abkürzung          | Bedeutung                                                        |
| -------- | ------------------ | ---------------------------------------------------------------- |
| Gold     | –                  | Sieg                                                             |
| Silber   | –                  | 2. Platz                                                         |
| Bronze   | –                  | 3. Platz                                                         |
| Grün     | –                  | Platzierung in den Punkten                                       |
| Blau     | –                  | Klassifiziert außerhalb der Punkteränge                          |
| Violett  | DNF                | Rennen nicht beendet (did not finish)                            |
| Violett  | NC                 | nicht klassifiziert (not classified)                             |
| Rot      | DNQ                | nicht qualifiziert (did not qualify)                             |
| Rot      | DNPQ               | in Vorqualifikation gescheitert (did not pre-qualify)            |
| Schwarz  | DSQ                | disqualifiziert (disqualified)                                   |
| Weiß     | DNS                | nicht am Start (did not start)                                   |
| Weiß     | WD                 | zurückgezogen (withdrawn)                                        |
| Hellblau | PO                 | nur am Training teilgenommen (practiced only)                    |
| Hellblau | TD                 | Freitags-Testfahrer (test driver)                                |
| ohne     | DNP                | nicht am Training teilgenommen (did not practice)                |
| ohne     | INJ                | verletzt oder krank (injured)                                    |
| ohne     | EX                 | ausgeschlossen (excluded)                                        |
| ohne     | DNA                | nicht erschienen (did not arrive)                                |
| ohne     | C                  | Rennen abgesagt (cancelled)                                      |
| ohne     | keine WM-Teilnahme |                                                                  |
| sonstige | P/fett             | Pole-Position                                                    |
| sonstige | 1/2/3/4/5/6/7/8    | Punktplatzierung im Sprint-/Qualifikationsrennen                 |
| sonstige | SR/kursiv          | Schnellste Rennrunde                                             |
| sonstige | *                  | nicht im Ziel, aufgrund der zurückgelegten Distanz aber gewertet |
| sonstige | ()                 | Streichresultate                                                 |
| sonstige | unterstrichen      | Führender in der Gesamtwertung                                   |